# Peperomia sagittata
Peperomia sagittata är en pepparväxtart som beskrevs av G.Mathieu. Peperomia sagittata ingår i släktet peperomior, och familjen pepparväxter. Inga underarter finns listade i Catalogue of Life.